# Blackstar (canción)
«Blackstar» (estilizado como "★") es una canción del músico británico David Bowie, publicada como primer sencillo de su vigésimo quinto y último álbum de estudio Blackstar el 19 de noviembre de 2015. Alcanzó el puesto 70 en la lista francesa de sencillos y el 129 en la lista UK Singles Chart.

## Producción y composición
La canción era originalmente de once minutos de duración, pero Bowie y Visconti la editaron a 9:57 minutos, convirtiéndola en la segunda canción más larga de la trayectoria musical de Bowie, después de «Station to Station», que dura más de diez minutos. La edición fue realizada después de saber que iTunes no publicaría sencillos de más de diez minutos de duración y porque Bowie no quería confundir a los seguidores publicando diferentes versiones del mismo tema.
«Blackstar» es una canción adscrita a los géneros art rock y al nu jazz. También descrita como «una canción avant jazz de ciencia ficción», incluye un "ritmo de drum and bass, una melodía tonal de dos notas inspirada por el canto gregoriano y cambios de compás». En la parte central, la canción cambia a una sección lenta de blues con un solo de saxofón.

## Publicación
«Blackstar» fue publicado el 19 de noviembre de 2015 como descarga digital. Además de su lanzamiento en el álbum del mismo nombre, el tema también fue usado en la cabecera de la serie de televisión The Last Panthers.

## Video musical
El videoclip de «Blackstar» es un cortometraje surrealista de diez minutos dirigido por Johan Renck, director de The Last Panthers. Incluye a una mujer con una cola descubriendo a un astronauta muerto y tomando su cráneo, incrustrado en joyas, a una ciudad de otro mundo. Los huesos del astronauta flotan en un agujero negro, mientras un círculo de mujeres realizan un ritual con el cráneo.
El proceso de filmación fue altamente colaborativo, con Bowie haciendo sugerencias y enviando bocetos a Renck sobre ideas que quería incorporar. Aunque ambos dejaron el video abierto a la interpretación (Renck se negó a confirmar o negar que el astronauta del video sea Major Tom, protagonista de "Space Oddity"), Renck también ha ofrecido detalles sobre su significado, mencionando los trabajos de  Aleister Crowley como una fuente de inspiración. Renck especuló también que Bowie podía estar contemplando su propia mortalidad y relevancia en la historia durante el desarrollo del video, pero dijo que los espantapájaros crucificados no fueron pensados como un símbolo mesiánico. Renck también declaró que Bowie interpreta tres personajes distintos en el video: el introvertido y ciego "Button Eyes", el "extravagante tramposo" en el intermedio y el "sacerdote" que sostiene el libro sagrado con una estrella negra. El saxofonista Donny McCaslin comentó que Bowie le había dicho que la "vela solitaria" del video era una referencia al  Daesh, pero un portavoz del cantante negó que la canción hiciera referencia alguna a la situación de Oriente Medio.
La coreografía, en particular la de los tres bailarines destacados en la secuencia del ático, fue extraída de los dibujos animados de Popeye. Según Renck: "Bowie me mandó este viejo clip de Popeye en  Youtube y dijo: "Mira a estos chicos". Cuando un personaje está quieto, cuando están inactivos en los dibujos animados, están creados con una especie de dos o tres fotogramas que son bucles, por lo que parece que están tambaleándose. Era típico en aquellos días de la animación, harías eso para crear vida en algo que estaba inactivo. Así que queríamos ver si podríamos hacer algo como esto en forma de danza, teníamos que hacer eso".

## Lista de canciones
| N.º | Título      | Duración |  |
| 1.  | «Blackstar» | 9:57     |  |

## Personal
Músicos
- David Bowie – voz, guitarra acústica, mezclas, productor, orquestación.
- Tim Lefebvre – bajo.
- Mark Guiliana – batería, percusión.
- Donny McCaslin – flauta, saxofón.
- Ben Monder – guitarra.
- Jason Lindner – piano, órgano, teclados.

Equipo técnico
- Tony Visconti – productor, orquestación, ingeniero de sonido.
- Joe LaPorta – ingeniero de masterización.
- Kevin Killen – ingeniero de sonido.
- Erin Tonkon – ingeniero asistente.
- Joe Visciano – ingeniero asistente.
- Kabir Hermon – ingeniero asistente.
- Tom Elmhirst – ingeniero de mezclas.

## Posición en listas
| Lista                                | Posición |
| ------------------------------------ | -------- |
| Bélgica (Ultratop Flanders)          | 84       |
| Bélgica (Ultratop Wallonia)          | 37       |
| Francia (SNEP)                       | 70       |
| UK Singles (Official Charts Company) | 129      |
| US Billboard Rock Song (Billboard)   | 36       |